# پارک ملی خانگچندزونگا
پارک ملی خانگچندزونگا که همچنین به عنوان ذخیره زیست کره کوسفینجونگا شناخته می‌شود یک پارک ملی و یک ذخیره‌گاه طبیعی است که در سیکیم هند واقع شده‌است. این پارک در ژوئیه سال ۲۰۱۶ در فهرست میراث جهانی یونسکو ثبت شد و به اولین مکان " میراث ترکیبی " هند تبدیل شد. اخیراً در برنامه انسان و زیست‌کره یونسکو نیز گنجانده شده‌است. این پارک نام خود را از کوه کانگچنجونگا (املای جایگزین Khangchendzonga) گرفته‌است که ۸٬۵۸۶ متر (۲۸٬۱۶۹ فوت) بلندا دارد و سومین قله بلند جهان است. مساحت کل این پارک ۸۴۹٫۵ کیلومتر مربع (۳۲۸٫۰ مایل مربع) است.

## تاریخ بشر
چند شهرک قبیله ای لپچا در داخل پارک وجود دارد.
این پارک دارای صومعه تولونگ، واقع در منطقه پیرامون پارک است که یکی از مقدس‌ترین صومعه‌های سیکیم به حساب می‌آید.

## جغرافیا

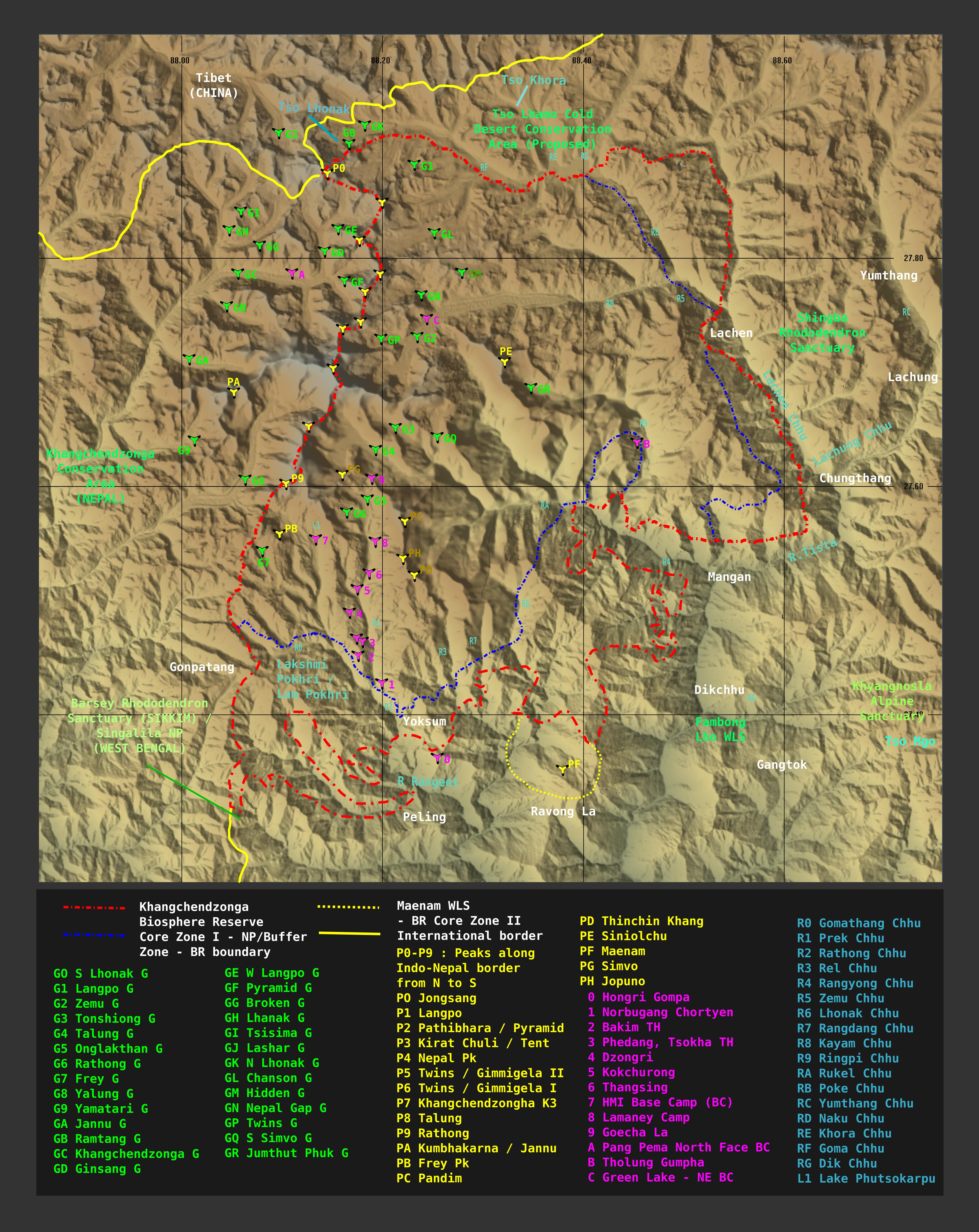
نقشه مناطق حفاظت شده هند از ذخیره گاه زیست کره Kangchenjunga و پارک ملی

پارک خانگچندزونگا در مناطق بخش شمالی سکم و غربی سیکیم در هند واقع شده‌است. دارای ارتفاع ۱٬۸۲۹ متر (۶٬۰۰۱ فوت) تا بیش از ۸٬۵۵۰ متر (۲۸٬۰۵۰ فوت) و مساحتی برابر با ۸۴۹٫۵۰ کیلومتر مربع (۳۲۷٫۹۹ مایل مربع) است. این پارک یکی از معدود پارک‌های ملی ارتفاعات هند است و اخیراً به عنوان میراث جهانی یونسکو با معیارهای مختلط درج شده‌است.
در شمال، مجتمع حفاظت از طبیعت Qomolangma در تبت، و در غرب منطقه حفاظت از خانگچندزونگا در نپال قرار دارد.

### اقلیم
بارش برف در ماه‌های زمستان سنگین است و بارش‌های موسمی از ماه مه تا اواسط اکتبر رخ می‌دهد.

## آلبوم عکس

نماهایی خانگچندزونگا
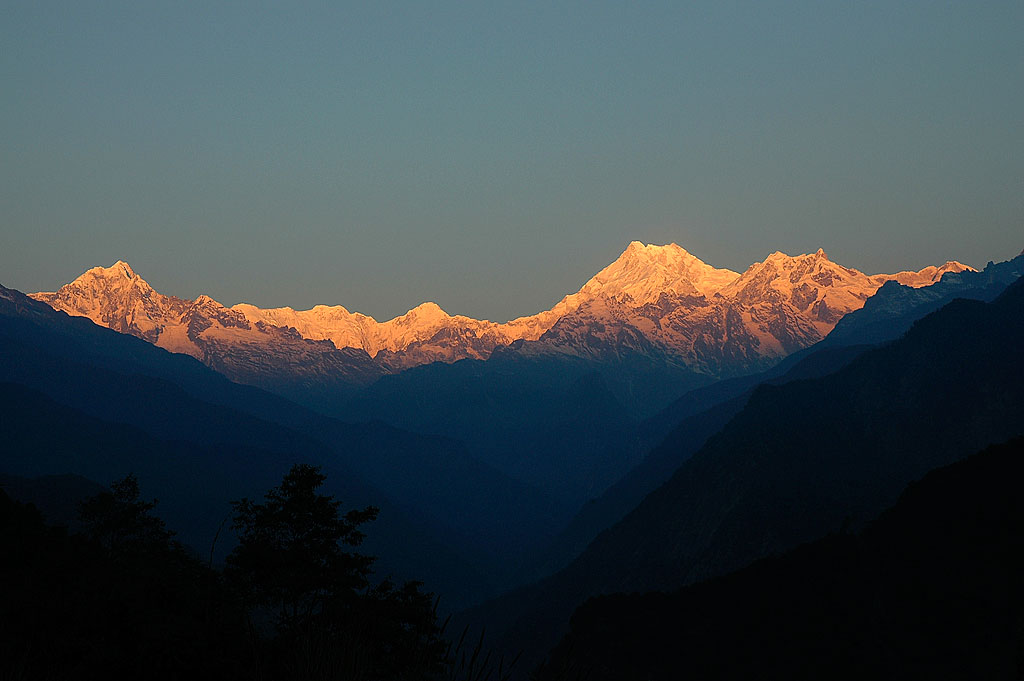
طلوع آفتاب در خانگچندزونگا
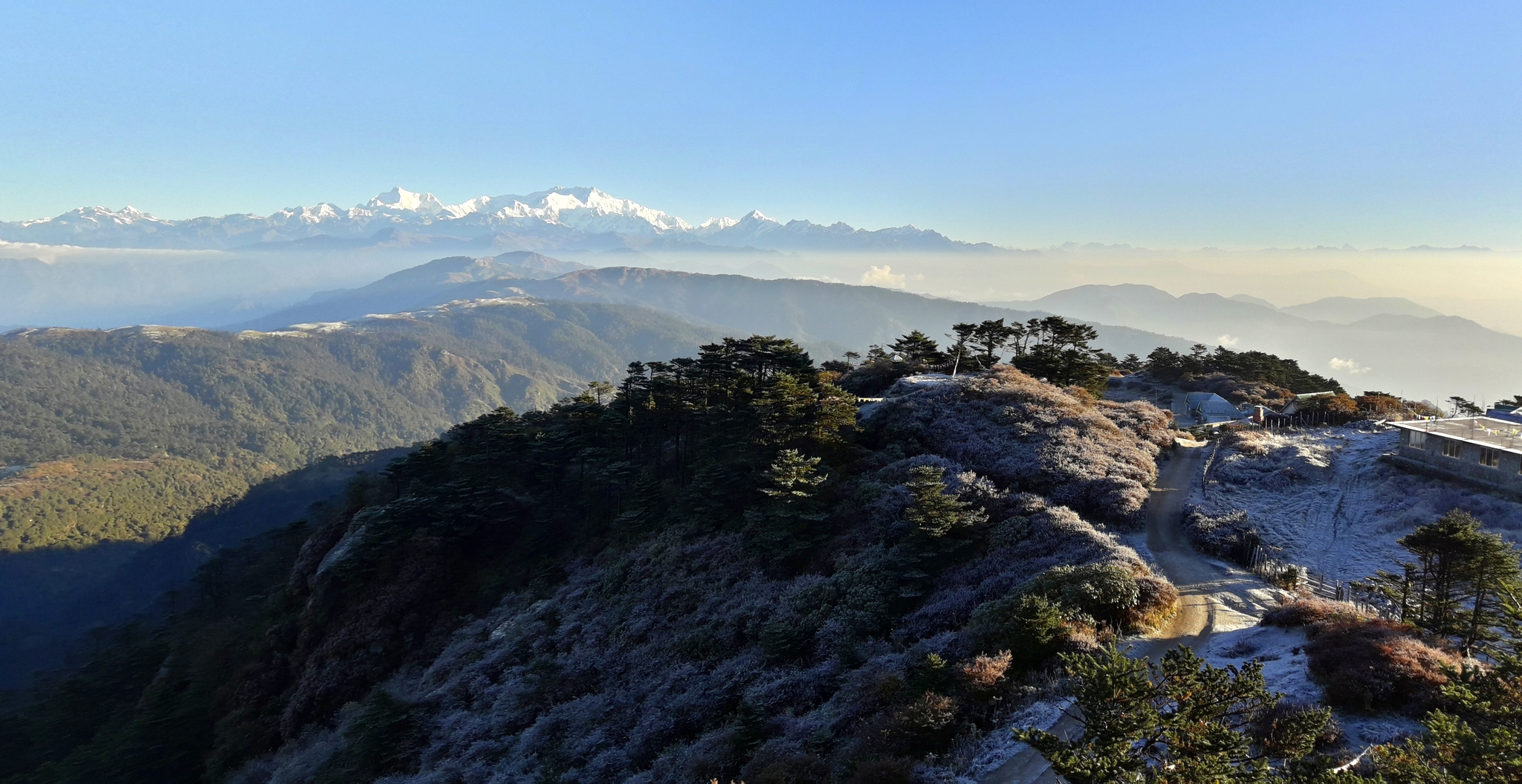
منظره ای از محدوده کامبهاکارنا حاوی کوه. کانگچنجونگا
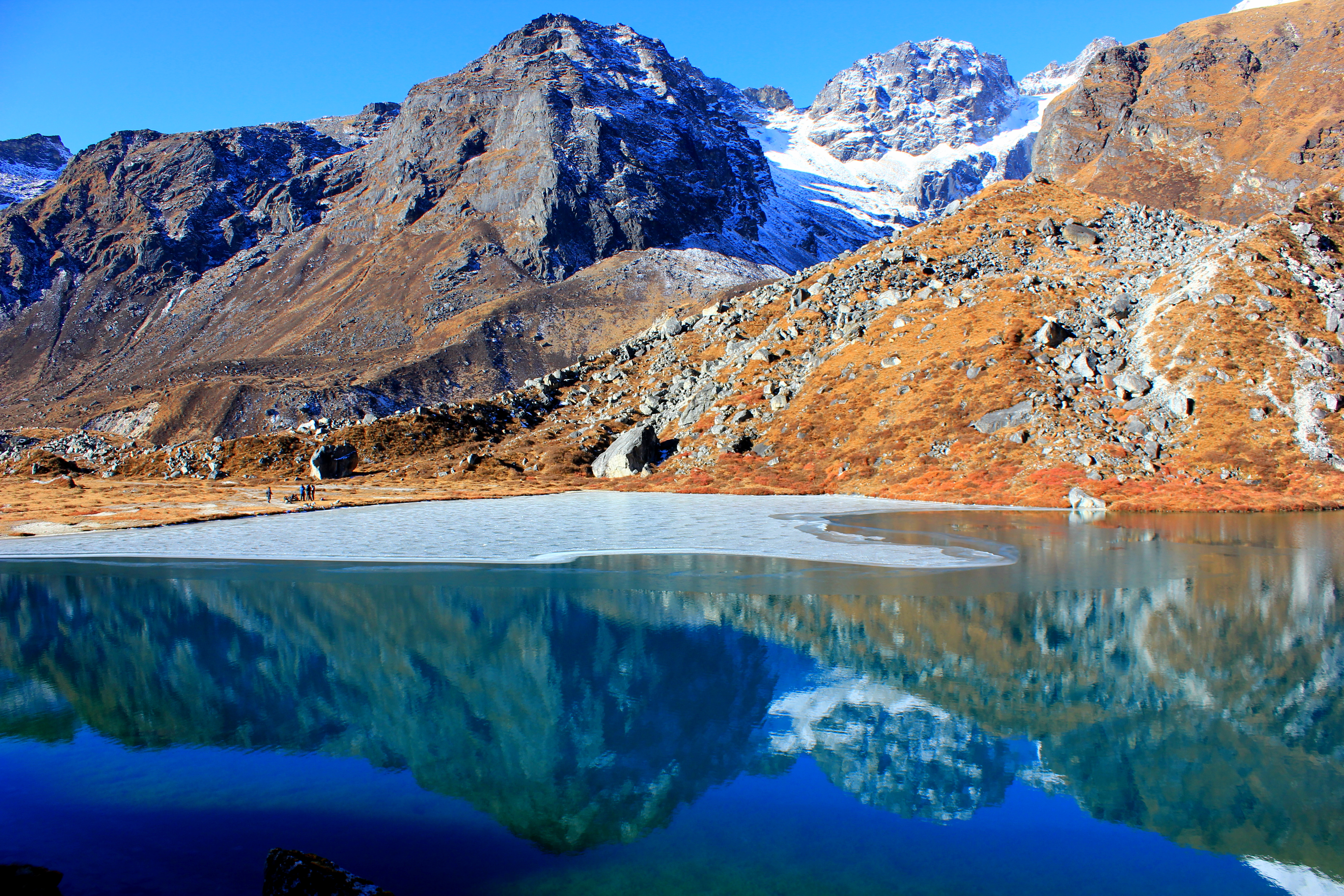
دریاچه‌ها
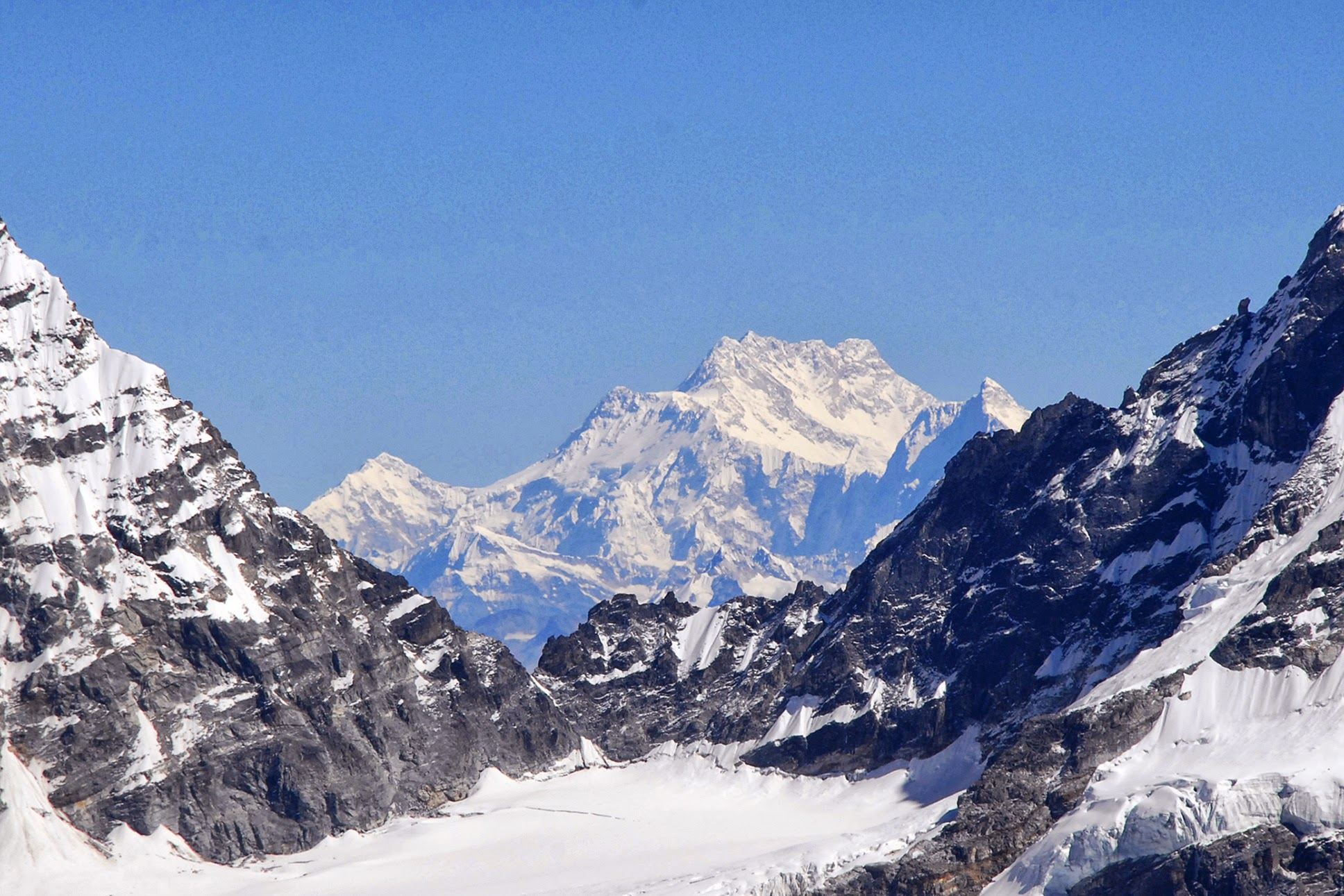
دامنه
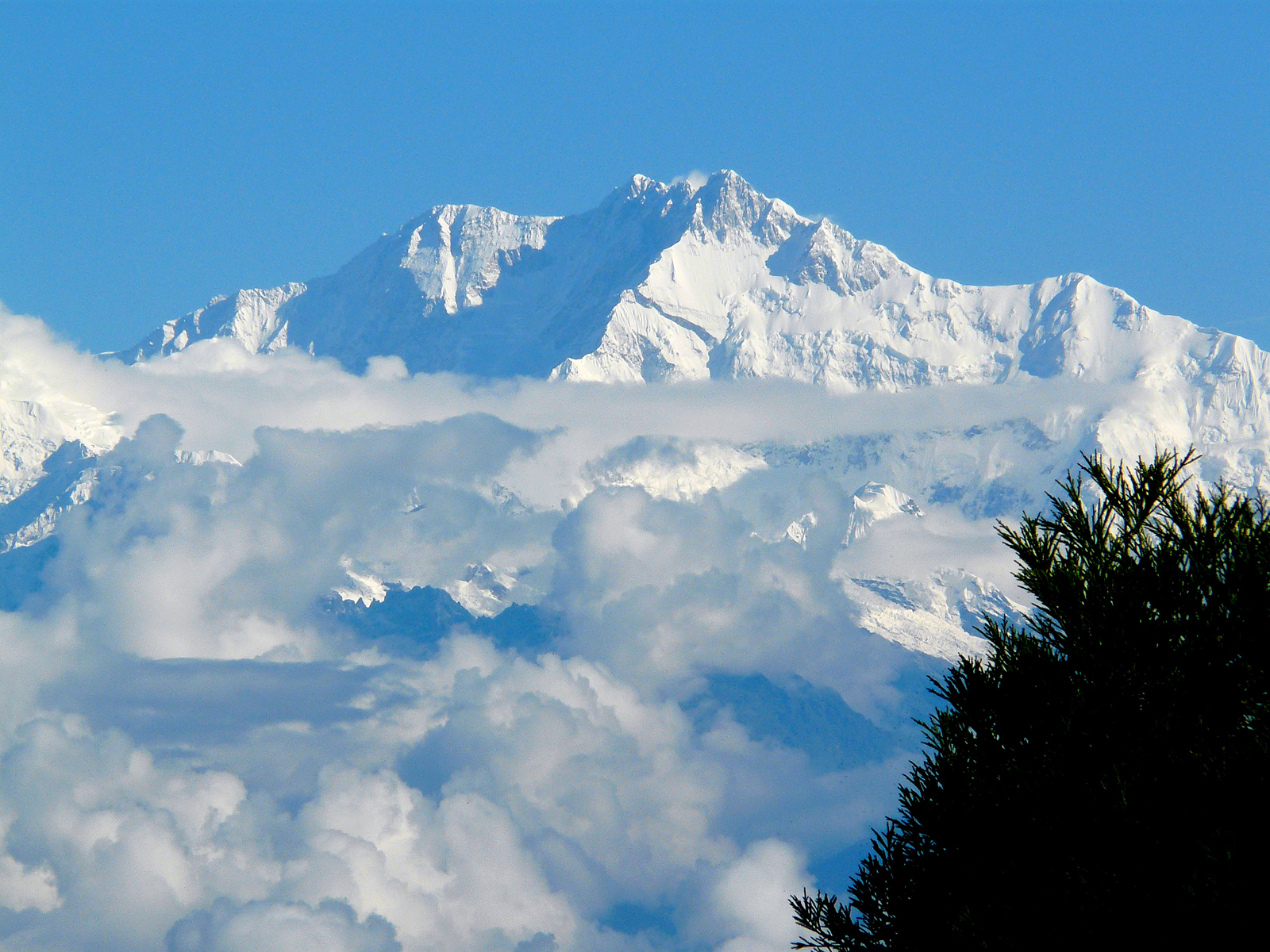
قله خانگچندزونگا از هیمالیا از
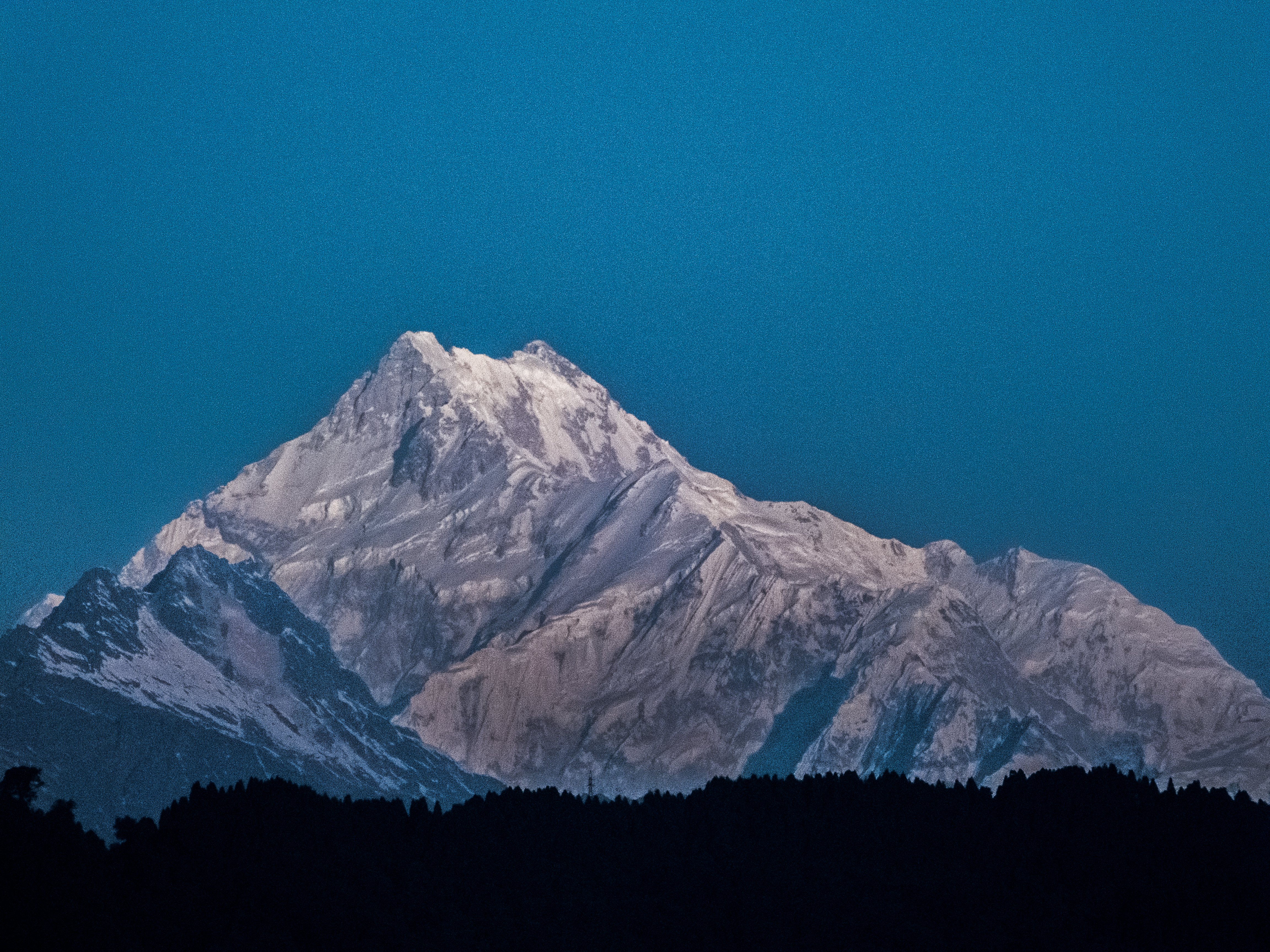
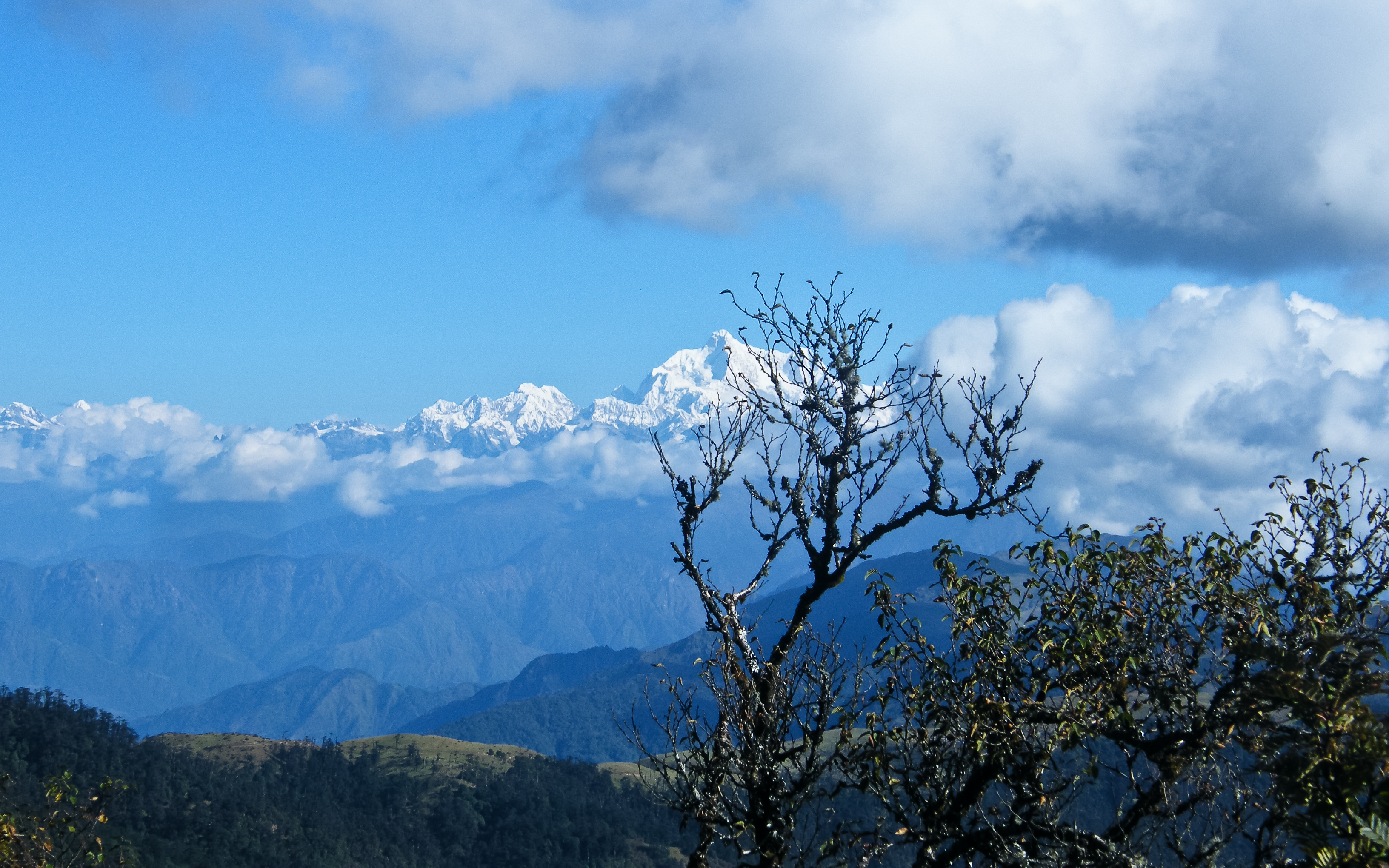
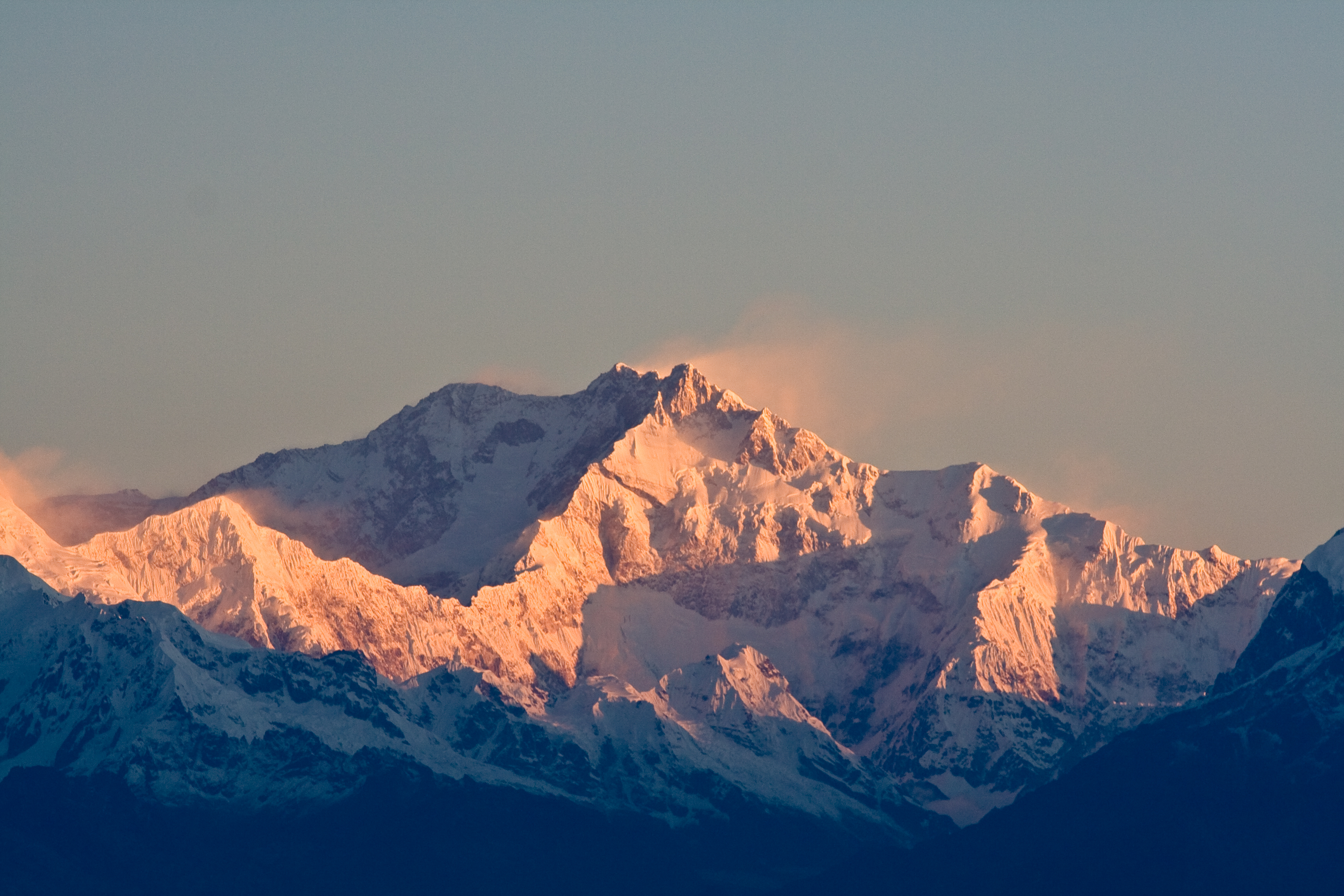
Kanchenjunga هند
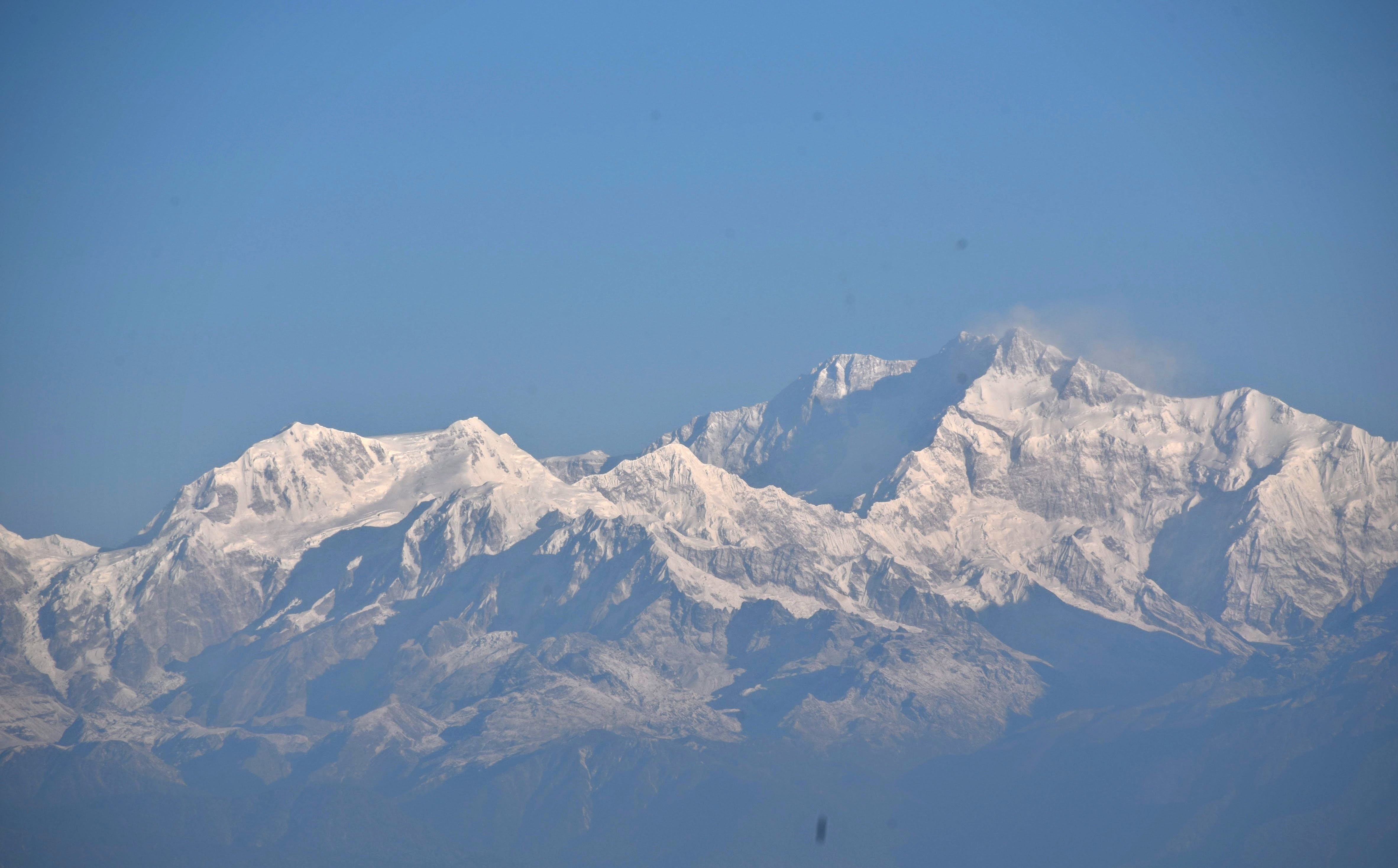
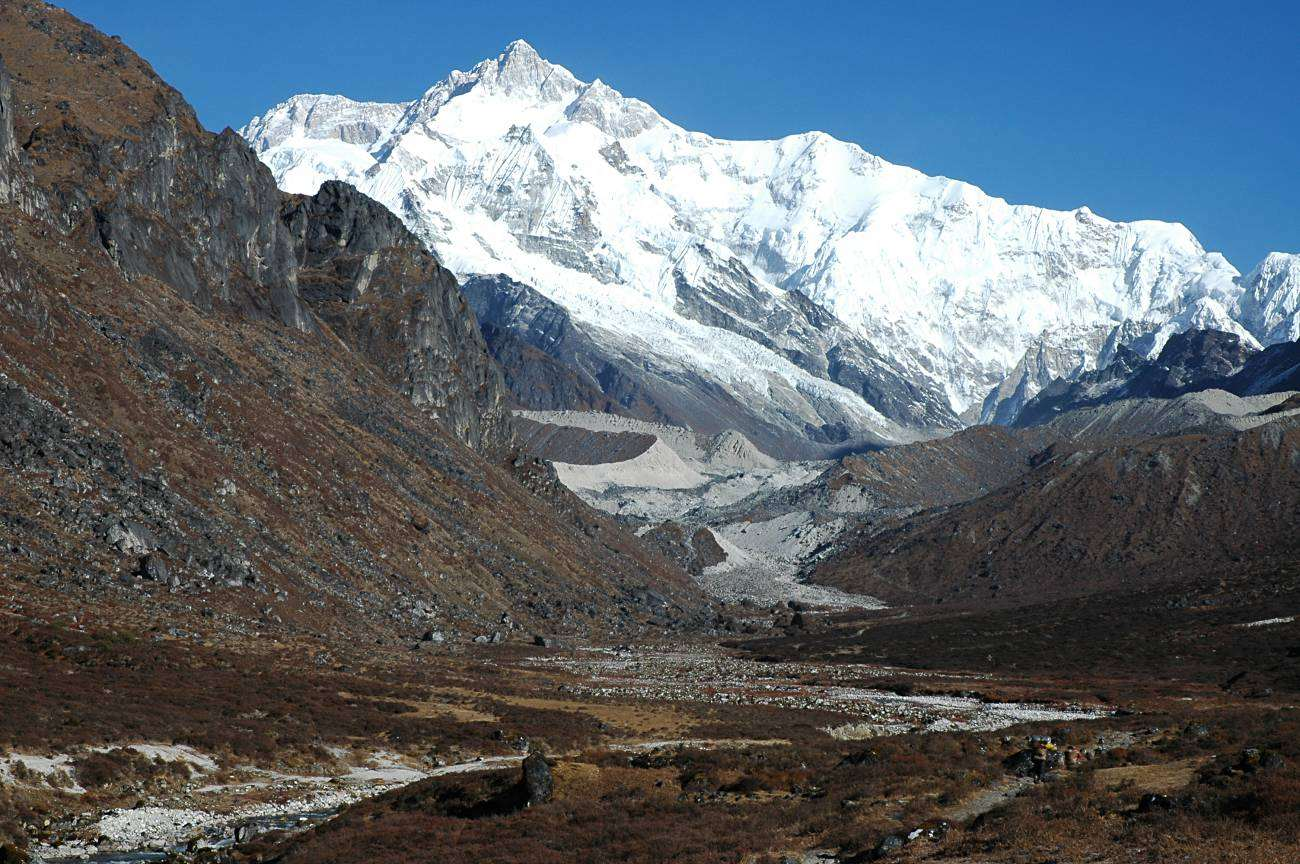
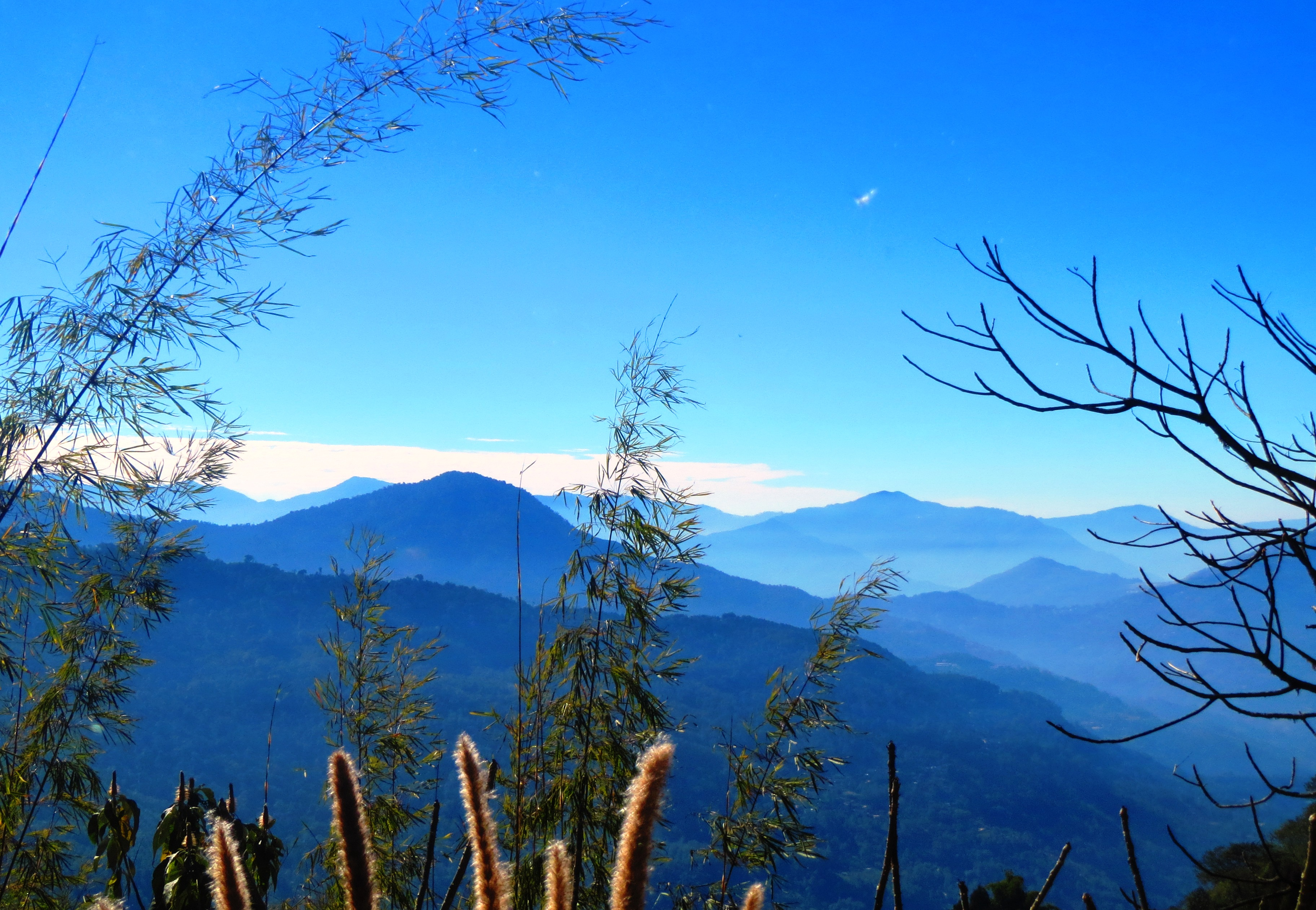
کانگچنجونگا سیکیم
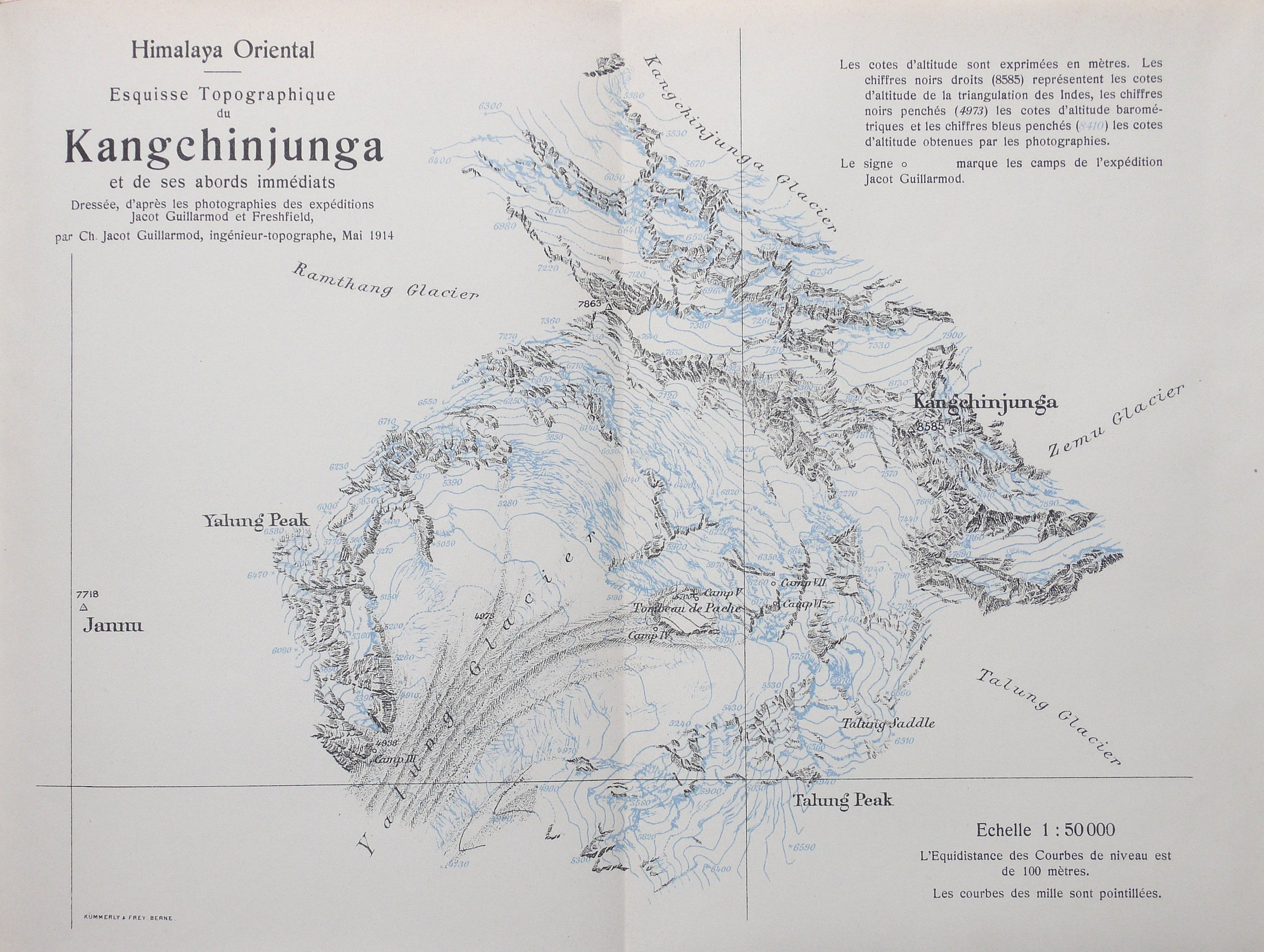